# Daniel Stephan
Daniel Stephan (* 3. srpna 1973 Rheinhausen) je bývalý německý házenkář. Působil v klubech OSC Rheinhausen (1982–1994) a TBV Lemgo (1994–2008), s nímž se stal dvakrát mistrem Německa (1997, 2003) a v roce 1996 získal Pohár vítězů pohárů. S německou házenkářkou reprezentací vyhrál Mistrovství Evropy v házené v roce 2004 a ve stejném roce získal stříbro na olympijských hrách v Athénách. Za německý národní tým odehrál 183 zápasů, v nichž vstřelil 590 branek. V roce 1998 byl Mezinárodní házenkářskou federací vyhlášen nejlepším světovým házenkářem roku. Německým házenkářem roku byl zvolen třikrát (1997, 1998, 1999).